# Błękitny ptak (film 1976)
Błękitny ptak (ang. The Blue Bird; ros. Синяя птица, Siniaja ptica) – radziecko-amerykańska baśń filmowa w reżyserii George’a Cukora z 1976 roku powstały na podstawie sztuki Maurice’a Maeterlincka pt. „Niebieski ptak”. Film był nominowany do Nagrody Saturn w kategorii najlepszy film fantasy. Obsada gwiazdorska: Elizabeth Taylor, Jane Fonda i Ava Gardner (Elizabeth Taylor gra aż cztery role: Matki, Czarownicy, Światła i Macierzystej Miłości). Jest to pierwszy film zrealizowany wspólnie przez dwie wielkie kinematografie – radziecką i amerykańską.

## Fabuła
Historia dwójki rodzeństwa – Mitil i jej brata Tiltil. Dzieci wyruszają w poszukiwanie mitycznego błękitnego ptaka, symbolu szczęścia i radości, aby uzdrowić chorą dziewczynkę z sąsiedztwa.

## Obsada
- Patsy Kensit jako Mitil
- Todd Lookinland jako Tiltil
- Elizabeth Taylor jako Czarownica, Matka, Królowa Światła (Światło), Macierzyńska Miłość
- Will Geer jako dziadek
- Mona Washbourne jako babcia
- Jane Fonda jako Noc
- Ava Gardner jako Przyjemność
- Robert Morley jako Ojciec Czas
- Harry Andrews jako Dąb
- George Cole jako pies Tylo
- Cicely Tyson jako kotka Tylette
- Richard Pearson jako Chleb
- Gieorgij Wicyn jako Cukier
- Margarita Tieriechowa jako Mleko
- Walentina Ganibałowa jako Woda
- Jewgienij Szczerbakow jako Ogień
- Nadieżda Pawłowa jako Błękitny Ptak
- Oleg Popow jako Klawn

## Wersja polska
Wersja polska: Studio Opracowań Filmów w Warszawie

Reżyser: Henryka Biedrzycka

W wersji polskiej udział wzięli:
- Aleksandra Koncewicz jako Matka, Czarownica, Światło, Macierzyńska Miłość
- Alicja Wyszyńska jako Noc
- Mirosława Krajewska jako Kotka
- Irena Kownas jako Przyjemność
- Dorota Kawęcka jako Mleko
- Andrzej Gawroński jako Cukier
- Wiesław Drzewicz jako klown
- Czarek Kwieciński jako Tiltil
- Monika Wysocka jako Mitil
- Janusz Paluszkiewicz jako dziadek
- Barbara Drapińska jako babka
- Michał Pluciński jako Czas
- Zygmunt Listkiewicz jako Pies

i inni
Źródło: